# Anthus
Anthus é um género de aves passeriformes da família Motacillidae que inclui os pássaros designados vulgarmente por petinha (em Portugal) e caminheiro e corredeira (no Brasil). São aves migratórias com distribuição por todos os continentes mas mais diversificadas no Velho Mundo (Europa, África e Ásia). Os caminheiros ou petinhas são bastante próximos das alvéolas (Motacilla spp.), também pertencentes ao grupo dos motacilíneos.
As petinhas são aves de pequeno a médio porte, comuns em habitats de vegetação rasteira. As patas são relativamente altas, o bico é fino e curto e a cauda é longa. A coloração é baça, em tons de castanho e esverdeado, de padrão riscado no peito e com poucos caracteres distintivos entre espécies. A identificação do grupo no campo é por isso bastante difícil. Como complicação adicional, é conhecido que várias espécies de petinha podem reproduzir-se entre si gerando híbridos de características mistas.
Na época de reprodução, os casais isolam-se do bando e constroem um ninho com folhas e gravetos. Os ovos são incubados apenas pela fêmea, mas ambos os progenitores prestam cuidados parentais aos juvenis. As petinhas e caminheiros são vítimas preferenciais para os cucos e seus hábitos parasíticos de nidificação.
As petinhas alimentam-se de insecto, em geral no chão mas podem também caçar em voo. São por isso importantes no controlo de pragas agrícolas. Para eliminarem parasitas externos, estas aves introduzem deliberadamente formigas nas suas penas. Este comportamento é típico do género Anthus.
O IUCN não lista nenhuma espécie de Anthus como ameaçada de extinção.

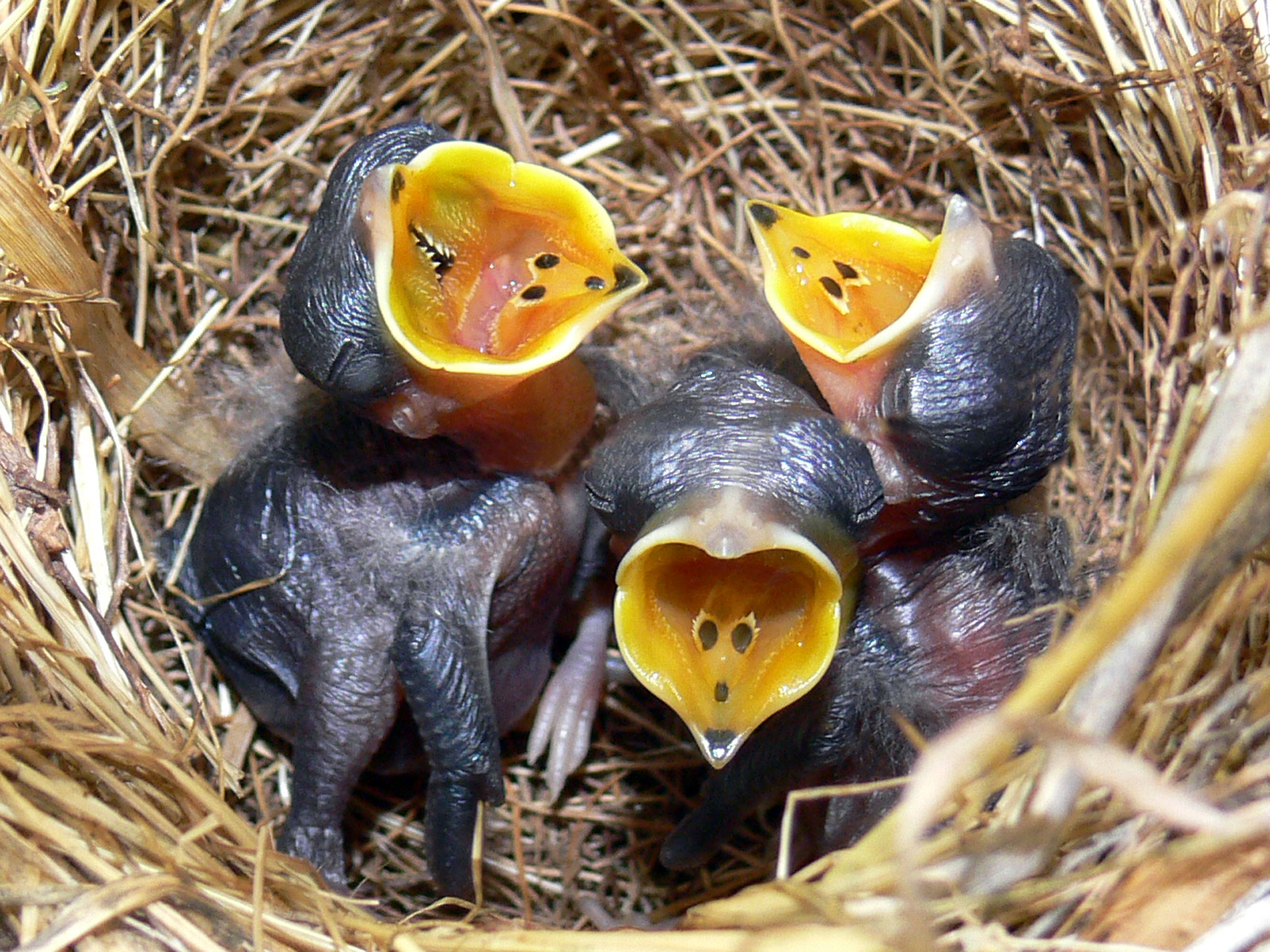
Um ninho e filhotes do Anthus novaeseelandiae, uma espécie que habita a Austrália, Nova Zelândia e a Nova Guiné.

## Lista de espécies
- Anthus richardi
- Anthus rufulus
- Anthus australis
- Anthus novaeseelandiae
- Anthus cinnamomeus
- Anthus hoeschi
- Anthus godlewskii
- Anthus campestris
- Anthus similis
- Anthus nicholsoni
- Anthus nyassae
- Anthus vaalensis
- Anthus leucophrys
- Anthus pallidiventris
- Anthus pratensis
- Anthus trivialis
- Anthus hodgsoni
- Anthus gustavi
- Anthus roseatus
- Anthus cervinus
- Anthus rubescens
- Anthus spinoletta
- Anthus petrosus
- Anthus nilghiriensis
- Anthus sylvanus
- Anthus berthelotii
- Anthus lineiventris
- Anthus crenatus
- Anthus brachyurus
- Anthus caffer
- Anthus sokokensis
- Anthus melindae
- Anthus chloris
- Anthus gutturalis
- Anthus ruficollis
- Anthus spragueii
- Anthus lutescens
- Anthus peruvianus
- Anthus furcatus
- Anthus brevirostris
- Anthus chacoensis
- Anthus correndera
- Anthus antarcticus
- Anthus nattereri
- Anthus hellmayri
- Anthus bogotensis